# Адольф Штерншус
Адольф Штерншус (пол. Adolf Sternschuss; 19 червня 1873, с. Дітківці, Тернопільський повіт, Королівство Галичини та Володимирії, Австро-Угорщина, нині Тернопільський район, Тернопільська область) — 25 жовтня 1915, с. Кукли, нині — Камінь-Каширський район, Волинська область) — польський правник єврейського походження, доктор права, колекціонер творів мистецтва, меценат музеїв (зокрема, у Кракові).

## Життєпис
Працівник прокуратури скарбниць у Львові та Кракові. Колекціонер творів мистецтва, поціновувач гуцульського мистецтва, сучасного живопису, медалей і медальйонів, меценат музеїв. Наприклад, передав до Музею Емерика Гуттен-Чапського в Кракові понад 100 медальйонів і медалей. Член правління Нумізматичного товариства, член правління Товариства імені Яна Матейка.
На початку першої світової війни мобілізований в чині рядового до австро-угорського війська. У складі 4 полку Легіонів польських брав участь бою з російськими військами під Куклами (тепер Маневицький район, Волинська область). 25 жовтня 1915 року, під час того бою, він загинув. Похований спочатку у Маневичах, згодом перепохований на військовому цвинтарі у Врубловицях (нині — частина Кракова). 
На його честь у 1934 році була названа одна з вулиць у Краківському передмісті Львова (нині — вулиця Підмурна). 
Вже по смерті Адольфа Штерншуса, його рідні передали до Національного музею в Кракові велику колекцію творів мистецтва, що йому належала. Також у цьому музеї зберігається портрет Штерншуса пензля Теодора Аксентовича, датований 1914 або 1915 роком.

## Праці
1898 року у Кракові в друкарні Францішека Клучицького вийшов друком перший путівник по будинку-музею Яна Матейка у Кракові, автором якого був Адольф Штерншус. 